# Aneurophyton
Aneurophyton Kraüsel et Weyland 1923 emend. Schweitzer et Matten 1982 es un género de plantas vasculares conocido a partir de sus restos fósiles aparecidos en yacimientos de Alemania, República Checa, Nueva York, Marruecos, Bélgica y China. A partir del estudio de las rocas sedimentarias en las que se encontraban se ha podido datar en el Devónico Medio y Devónico Superior desde el Eifeliense hasta el Fameniense (entre los 393 y los 359 millones de años). Se caracteriza como el resto de las Progimnospermas por poseer estructuras anatómicas fértiles similares a la pteridófitas pero tejidos secundarios de gimnospermas, siendo junto al resto de las especies del orden Aneurophytales el representante más antiguo. Posee estructuras equivalentes a foliolos y carentes de nerviación, característica esta de la que toma su nombre significando Aneurophyton precisamente "hojas sin nervios".

## Morfología
Los especímenes más completos de Aneurophyon muestran una morfología similar a la que tuvo su coetáneo Tetraxylopteris con un fuste principal con ramificaciones laterales pero en este caso con estas ramificaciones insertadas helicoidalmente y no de forma decusada. 
Comparte características con las gimnospermas primitivas de modo que su tronco principal o fuste tiene un cilindro vascular de tipo protostela lobulada con traqueidas escaleriformes y reticuladas a partir de la cual aparece una estrecha franja de xilema secundario. La epidermis del fuste de la especie Aneurophyton doui posee una gran cantidad de espinas de naturaleza desconocida y muy abundantes que no aparece en la especie tipo Aneurophyton germanicus aunque sí en la variedad Aneurophyton germanicum var. pubescens y es posible que en otras del género.
Como en las licófitas en un mismo individuo se han identificado dos tipos diferentes de ramificaciones, unos ejes estériles y unos ejes fértiles. Las ramificaciones estériles son similares morfológicamente a frondes de helechos actuales y primitivos con raquis primarios, secundarios, terciarios hasta cuaternarios y aunque en Aneurophyton el eje central no es un auténtico raquis sino que tiene la misma estructura del eje principal se utiliza el mismo término por cuestiones descriptivas. En las zonas terminales de las terceras o cuartas ramificaciones del raquis se encuentran unos apéndices dicotómicos, opuestaos a subopuestos en posición terminal con una probable función relacionada con el aumento de la superficie fotosintética. Estas estructuras dicotómicas han sido interpretadas como primitivas hojas o pinnas aunque no hay razón consistente para considerarlas tales ya que no poseen ningún tipo de nerviación y actualmente tienden a denominarse pseudofoliolos.  
En los frondes fértiles las estructuras terminales eran sustituidas por dos cortos ejes dicotómicos portadores de esporangios homospóreos, elongados, en posición opuesta, subopuesta o alterna y sin presencia de un annulus que permitiera su dehiscencia. Las estructuras fértiles poseen una morfología característica en arpa con el eje central recto y las dos ramificaciones curvadas portando los esporangios.
En este género aparecen estructuras similares a rizomas de naturaleza parcialmente conocida, al menos en lo que respecta a su cilindro vascular, idéntico al del tronco. El porte general de la especie es desconocido y sus representaciones más habituales lo consideran un árbol de bajo porte aunque algunos autores le atribuyen porte arbustivo.

## Especies
Se han identificado inequívocamente como pertenecientes a este género 6 especies mientras que otras dos (en el texto marcadas con un interrogante (?)) son de adscripción incierta.
- Aneurophyton doui Jiang, Wang, Xu et Feng 2013
- Aneurophyton erianum Goldring 1924
- Aneurophyton germanicum Kraüsel et Weyland 1923 emend. Schweitzer et Matten 1982
- Aneurophyton hallii Arnold 1940
- Aneurophyton maroccanum Termier and Termier 1950
- Aneurophyton olnense Stockmans 1948
- ?Aneurophyton pubescens Kraüsel and Weyland 1932
- ?Aneurophyton bohemicum Kraüsel and Weyland 1932